# Herluf Winge
Adolf Herluf Winge (født 19. marts 1857 i København, død 10. november 1923 i Hellerup) var en dansk zoolog og viceinspektør ved Zoologisk Museum, Københavns Universitet, i mange år indtil sin død.

## Karriere
Winge blev student i København 1874 og tog magisterkonferens i naturhistorie 1881. I 1883 blev han medhjælper ved Zoologisk Museum og 1885 assistent sammesteds; senere viceinspektør. 

## Forskning
Winge beskæftigede sig i sit arbejde med pattedyrene og fuglene, deres morfologi, anatomi og systematik. 
Kendskabet i Danmark til landets fauna, såvel samtidens som fortidens, blev stærkt øget gennem Winges undersøgelser. Af afhandlinger kan nævnes: Om nogle Smaapattedyr i Danmark (1882); Om Steppehønen i Danmark (1888); Om jordfundne Fugle fra Danmark (1903); Om jordfundne Pattedyr fra Danmark (1904) samt de årlig udkommende beretninger om danske fugle (1890—1906). Til Grønlands fauna har Winge ligeledes leveret vigtige bidrag. En stor artikel var: Danmarks Pattedyr og Fugle i Den danske Stat (Frem). Kort før hans død udkom 1. bind af det store værk: Pattedyrslægten, afsluttet med 3. bind, der udkom efter hans død i 1924.
Flere mindre afhandlinger fokuserede på knoglebygning (osteologi), herunder pattedyrenes tandskifte og kraniets bygning hos visse insektædere. Et eksempel er: Om græske Pattedyr med Bemærkninger om Familierne Soricidæ, Mustelidæ, Muridæ og Myoxidæ (1881). Mange af disse arbejder blev publiceret i Videnskabelige Meddelelser og Meddelelser fra Grønland. 
Winges hovedværk var en bearbejdelse af et stort materiale af pattedyrsknogler, hvoraf mange repræsenterede uddøde arter, og som var fundet af P.W. Lund i brasilianske huler og hjemsendt derfra. Under fællestitlen E Museo Lundii udkom der i tiden 1888—1906 I—II og III bind, 1. halvdel, i stor kvart, af hvilke 2. og 3. bind var skrevet helt af Winge, og ledsaget af 75 tavler, som var tegnet af Winge selv. Dette såvel som andre af Winges arbejder, ikke mindst om Grønlands pattedyr, var præget af en naturopfattelse, der i samtiden af nogle blev kaldt lamarckistisk.

## Museumsarbejde
Som museumsmand indlagde Winge sig fortjeneste ved en. grundig ordning, etikettering og opstilling af de talrige indsamlede pattedyr- og fugleknogler på Zoologisk Museum. Winges kendskab til fuglenes og pattedyrenes osteologi var af betydning for bestemmelsen af de righoldige fund af knogler i køkkenmøddinger etc., der var samlet på Det Kgl. Museum for Nordiske Oldsager. Et betydningsfuldt resultat af disse undersøgelser var Winges påvisning af det store husdyrhold (svin, får og okse) hos den yngre stenalders folkeslag. 